# Hiệp hội phê bình phim San Diego
Hiệp hội phê bình phim San Diego (SDFCS) (tên gốc tiếng Anh: San Diego Film Critics Society) là một tổ chức gồm các nhà phê bình điện ảnh từ các báo hoặc tạp chí xuất bản ở San Diego, Hoa Kỳ.
Hàng năm các hội viên của SDFCS đều họp lại để bầu chọn và trao giải của Hội cho các phim và nhân vật điện ảnh xuất sắc trong năm.

## Các giải thưởng
- - Phim hay nhất
  - Phim ngoại ngữ hay nhất
  - Phim hoạt hình hay nhất
  - Phim tài liệu hay nhất
  - Kịch bản gốc hay nhất
  - Kịch bản chuyển thể hay nhất
  - Nhạc phim hay nhất
  - Nam diễn viên chính xuất sắc nhất
  - Nữ diễn viên chính xuất sắc nhất
  - Nữ diễn viên phụ xuất sắc nhất
  - Nam diễn viên phụ xuất sắc nhất
  - Toàn bộ vai diễn xuất sắc nhất
  - Đạo diễn xuất sắc nhất
  - Quay phim xuất sắc nhất
  - Biên tập xuất sắc nhất
  - Thiết kế sản xuất tốt nhất

### Các phim đoạt nhiều giải
(2 giải trở lên)
- 6 giải:
  - Slumdog Millionaire (2008): Phim hay nhất, Đạo diễn xuất sắc nhất, Kịch bản chuyển thể hay nhất, Quay phim xuất sắc nhất, Biên tập xuất sắc nhất, Nhạc phim hay nhất
- 4 giải:
  - There Will Be Blood (2007): Nam diễn viên chính xuất sắc nhất, Đạo diễn xuất sắc nhất, Kịch bản chuyển thể hay nhất, Nhạc phim hay nhất
  - No Country for Old Men (2007): Phim hay nhất, Nam diễn viên phụ xuất sắc nhất, Toàn bộ vai diễn xuất sắc nhất, Quay phim xuất sắc nhất
  - Vera Drake (2004): Phim hay nhất, Nữ diễn viên chính xuất sắc nhất, Nam diễn viên phụ xuất sắc nhất, Kịch bản gốc hay nhất
  - Ghost World (2001): Phim hăy nhất, Nữ diễn viên chính xuất sắc nhất, Đạo diễn xuất sắc nhất, Kịch bản chuyển thể hay nhất
  - Almost Famous (2000): Phim hay nhất, Nữ diễn viên phụ xuất sắc nhất, Đạo diễn xuất sắc nhất, Kịch bản gốc hay nhất
  - American Beauty (1999): Phim hay nhất, Nam & Nữ diễn viên chính xuất sắc nhất, Nữ diễn viên phụ xuất sắc nhất
- 3 giải:
  - Capote (2005): Nam diễn viên chính & Đạo diễn xuất sắc nhất, Kịch bản chuyển thể hay nhất
  - Thirteen Conversations About One Thing (2002): Đạo diễn & Biên tập xuất sắc nhất, Kịch bản gốc hay nhất
- 2 giải:
  - Eternal Sunshine of the Spotless Mind (2004): Nam diễn viên chính & Biên tập xuất sắc nhất
  - Million Dollar Baby (2004): Đạo diễn xuất sắc nhất, Nhạc phim hay nhất
  - Dirty Pretty Things (2003): Phim hay nhất, Nam diễn viên chính xuất sắc nhất
  - The Lord of the Rings: The Return of the King (2003): Đạo diễn xuất sắc nhất, Thiết kế sản xuất tốt nhất
  - Far from Heaven (2002): Phim hay nhất, Nữ diễn viên chính xuất sắc nhất
  - Gladiator (2000): Nam diễn viên chính & Quay phim xuất sắc nhất

## Các lễ trao giải
- 1996: Giải SDFCS lần 1
- 1997: Giải SDFCS lần 2
- 1998: Giải SDFCS lần 3
- 1999: Giải SDFCS lần 4
- 2000: Giải SDFCS lần 5
- 2001: Giải SDFCS lần 6
- 2002: Giải SDFCS lần 7
- 2003: Giải SDFCS lần 8
- 2004: Giải SDFCS lần 9
- 2005: Giải SDFCS lần 10
- 2006: Giải SDFCS lần 11
- 2007: Giải SDFCS lần 12
- 2008: Giải SDFCS lần 13